# Mistrzostwa NCAA Division II w Zapasach w 2021
Mistrzostwa NCAA Division II w zapasach w 2021 roku rozegrane zostały w Saint Louis w dniach 12–13 marca. Zawody odbyły się na terenie America's Center.
Punkty zdobyło 36 drużyn.

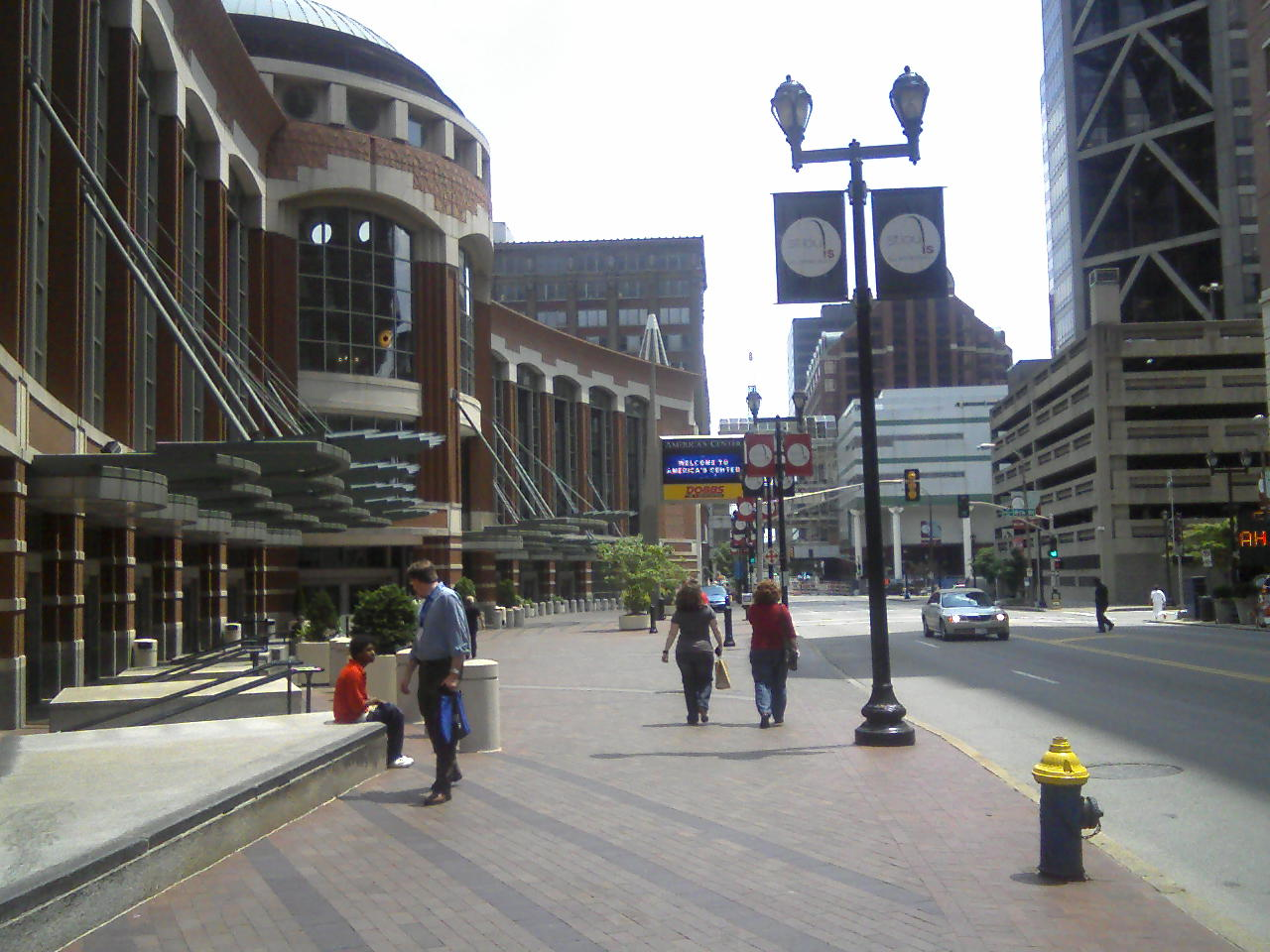

- Outstanding Wrestler – Lucas Martin

## Wyniki

### Drużynowo
| Kolejność | Szkoła                            | Zespół      |
| --------- | --------------------------------- | ----------- |
| 1.        | St. Cloud State University        | Huskies     |
| 2.        | University of Nebraska at Kearney | Lopers      |
| 3.        | Lindenwood University             | Lions       |
| 4.        | West Liberty University           | Hilltoppers |
| 5.        | McKendree University              | Bearcats    |
| 6.        | University of Central Oklahoma    | Bronchos    |
| 7.        | Ashland University                | Eagles      |
| 8.        | Colorado Mesa University          | Mavericks   |

### All American

#### 125 lb
| Lp. | Zawodnik           | Szkoła             |
| --- | ------------------ | ------------------ |
| 1.  | Cole Laya          | West Liberty       |
| 2.  | Nick Daggett       | UNC Pembroke       |
| 3.  | Joe Arroyo         | Wisconsin–Parkside |
| 4.  | Christian Wellman  | Ashland            |
| 5.  | Christian Mejia    | McKendree          |
| 6.  | Paxton Rosen       | Central Oklahoma   |
| 7.  | Isaiah De La Cerda | Adams State        |
| 8.  | Trenton McManus    | MSU–Mankato        |

#### 133 lb
| Lp. | Zawodnik         | Szkoła           |
| --- | ---------------- | ---------------- |
| 1.  | Tyler Warner     | West Liberty     |
| 2.  | Garrett Vos      | St. Cloud State  |
| 3.  | Tanner Cole      | Central Oklahoma |
| 4.  | Wesley Dawkins   | Kearney          |
| 5.  | Patrick Allis    | Western Colorado |
| 6.  | Tyler Kreith     | Maryville        |
| 7.  | Tanner Hitchcock | Lindenwood       |
| 8.  | Jacob Dunlop     | Gannon           |

#### 141 lb
| Lp. | Zawodnik          | Szkoła          |
| --- | ----------------- | --------------- |
| 1.  | Isaiah Royal      | Newberry        |
| 2.  | Joey Bianchini    | St. Cloud State |
| 3.  | Colby Smith       | Lindenwood      |
| 4.  | Kelan McKenna     | Notre Dame      |
| 5.  | Christian Small   | King            |
| 6.  | Tate Murty        | Upper Iowa      |
| 7.  | Nick James        | Kearney         |
| 8.  | Branson Proudlock | Findlay         |

#### 149 lb
| Lp. | Zawodnik        | Szkoła                  |
| --- | --------------- | ----------------------- |
| 1.  | Lukas Martin    | Fairmont State          |
| 2.  | Garrett Aldrich | St. Cloud State         |
| 3.  | Gavin Londoff   | Lindenwood              |
| 4.  | Sam Turner      | Kearney                 |
| 5.  | Carson Speelman | Ashland                 |
| 6.  | Noah Hermosillo | Adams State             |
| 7.  | Kyle Rathman    | MSU–Mankato             |
| 8.  | Jacob Ealy      | Pittsburgh at Johnstown |

#### 157 lb
| Lp. | Zawodnik       | Szkoła           |
| --- | -------------- | ---------------- |
| 1.  | James Wimer    | Findlay          |
| 2.  | Ronald Gentile | Lindenwood       |
| 3.  | Colby Njos     | St. Cloud State  |
| 4.  | Dawson Combest | Indianapolis     |
| 5.  | Ty Lucas       | Central Oklahoma |
| 6.  | Nick Young     | Gannon           |
| 7.  | Jacob Wasser   | Kearney          |
| 8.  | Will Evans     | Newberry         |

#### 165 lb
| Lp. | Zawodnik          | Szkoła                 |
| --- | ----------------- | ---------------------- |
| 1.  | Fred Green        | Colorado Mesa          |
| 2.  | Alex Farenchak    | Gannon                 |
| 3.  | Devin Fitzpatrick | St. Cloud State        |
| 4.  | Cory Peterson     | McKendree              |
| 5.  | Matt Malcom       | Kearney                |
| 6.  | John Dean         | Belmont Abbey          |
| 7.  | Baltazar Gonzalez | American International |
| 8.  | Braydon Huber     | Mary                   |

#### 174 lb
| Lp. | Zawodnik         | Szkoła                  |
| --- | ---------------- | ----------------------- |
| 1.  | Abner Romero     | Lindenwood              |
| 2.  | Trevor Turriff   | MSU–Mankato             |
| 3.  | Daniel Beemer    | Ashland                 |
| 4.  | Josh Jones       | McKendree               |
| 5.  | Andrew Sams      | Indianapolis            |
| 6.  | Brock Biddle     | Pittsburgh at Johnstown |
| 7.  | Terrell Garraway | Kearney                 |
| 8.  | Noah Curreri     | Queens                  |

#### 184 lb
| Lp. | Zawodnik           | Szkoła                    |
| --- | ------------------ | ------------------------- |
| 1.  | Heath Gray         | Central Oklahoma          |
| 2.  | Connor Craig       | West Liberty              |
| 3.  | Dan Fillipek       | McKendree                 |
| 4.  | Austin Eldredge    | Kearney                   |
| 5.  | Caden Steffen      | Southwest Minnesota State |
| 6.  | Bailey Kelly       | Maryville                 |
| 7.  | Aidan Pasiuk       | Ashland                   |
| 8.  | Anderson Salisbury | Mines                     |

#### 197 lb
| Lp. | Zawodnik       | Szkoła                    |
| --- | -------------- | ------------------------- |
| 1.  | Ryan Vasbinder | McKendree                 |
| 2.  | Dalton Abney   | Central Oklahoma          |
| 3.  | Zach Ryg       | Upper Iowa                |
| 4.  | Joseph Reimers | Kearney                   |
| 5.  | Donald Negus   | Colorado Mesa             |
| 6.  | Jackson Ryan   | Southwest Minnesota State |
| 7.  | Noah Ryan      | St. Cloud State           |
| 8.  | Chris Droege   | Lake Erie                 |

#### 285 lb
| Lp. | Zawodnik             | Szkoła          |
| --- | -------------------- | --------------- |
| 1.  | Kameron Teacher      | St. Cloud State |
| 2.  | Weston Hunt          | Mines           |
| 3.  | Steven Hajas         | Augustana       |
| 4.  | Lee Herrington       | Kearney         |
| 5.  | AJ Cooper            | Fort Hays State |
| 6.  | Tristen Weirich      | Ashland         |
| 7.  | Francesco Borsellino | West Liberty    |
| 8.  | Jared Rennick        | Drury           |